# Estadio Galgenwaard
El Estadio Galgenwaard es un estadio de fútbol ubicado en Utrecht, Países Bajos, fue inaugurado en 1970 pero renovado y reinaugurado en el año 2004, tiene una capacidad para albergar a 24 500 aficionados, su equipo local es el FC Utrecht de la Eredivisie.